# 沃森 (澳大利亞國會選區)
沃森選區（英語：Division of Watson），是澳大利亞新南威爾士州的下議院選區，位於悉尼西南郊外。面積42平方公里。
選區始於1992年。選區名紀念著名首位工黨籍總理克里斯·沃森。一直是工黨的安全選區。2004年起的當區議員為托尼·伯克。